# Gunther de Schwarzbourg
Gunther de Schwarzbourg (Allemand  Günther XXI von Schwarzburg)  (né à Blankenburg en 1304 et mort à Francfort le 14 juin 1349), roi de Germanie en 1349, il appartient à la Maison de Schwarzbourg et est le fils cadet de Henri VII de Schwarzbourg-Blankenbourg.

## Biographie
Günther se distingue comme vaillant chef de guerre au service de  l'empereur Louis IV de Bavière à qui il rend d’éminents services. Après la mort de Louis IV le 11 octobre 1347 le  parti des Wittelsbachs qui était opposé à son rival Charles de Luxembourg élu le 11 juillet 1346 veulent lui susciter un rival il songe d'abord à Frédéric II de Misnie qui avait épousé Mathilde de Bavière, une fille du défunt empereur puis au roi Édouard III d'Angleterre dont l'épouse Philippa de Hainaut pouvait élever certaines prétentions. Édouard qui avait besoin de fonds renonce rapidement moyennant une somme payée en or.
Quatre électeurs élisent finalement Günther à Francfort le 30 janvier 1349. Charles, devenu veuf, réussit à rallier l'électeur Rodolphe II du Palatinat dont il épouse en mars la fille Anne de Bavière, puis il défait les partisans  Gunther à Eltville. Günther, qui est de plus gravement malade renonce finalement à ses prétentions en contrepartie d'une indemnité de 20 000 marcs d'argent. Il meurt trois semaines plus tard à Francfort et il est inhumé dans la cathédrale de cette ville. Charles assiste en personne à ses funérailles ce qui lui vaut de nouveaux ralliements et il se fait couronner une seconde fois à Aix-la-Chapelle le 18 juin 1349. En 1352, un tombeau est élevé à la mémoire de Günther dans la cathédrale.

## Opéra
La vie de Günther von Schwarzburg est également le sujet d'un singspiel en trois actes de Ignaz Holzbauer, joué pour la première fois en 1777.

## Sources
- Francis Dvornik Les Slaves histoire, civilisation de l'Antiquité aux débuts de l'Époque contemporaine Éditions du Seuil Paris, 1970. 1196 p.  (ISBN 9782020026673).
- Joseph Calmette Le reich allemand au Moyen-Âge Payot Paris 1951.